# Zombie Bastards
«Zombie Bastards» és una cançó de la banda estatunidenca Weezer pertanyent a l'àlbum Weezer (The Black Album), que es va publicar el 21 de novembre de 2018.
Les lletres de la cançó s'adrecen als seguidors de Weezer que no són capaços de superar la primera etapa de la banda, com encallats en el passat, i que critiquen qualsevol canvi realitzen en la seva sonoritat.

## Llista de cançons
| Núm. | Títol             | Durada |
| ---- | ----------------- | ------ |
| 1.   | «Zombie Bastards» | 4:12   |